# لا-مونتانييه (أين)
لا-مونتانييه (بالفرنسية: Challes-la-Montagne)‏ هي بلدية فرنسية تقع في إقليم الأين في فرنسا. رمز إنسي لها هو:1077. أما الرمز البريدي لها فهو: 1450.